# Білояровська сільська рада (Топчихинський район)
Білоя́ровська сільська рада (рос. Белояровский сельский совет) — сільське поселення у складі Топчихинського району Алтайського краю Росії.
Адміністративний центр та єдиний населений пункт — село Білояровка.

## Населення
Населення — 728 осіб (2019; 746 в 2010, 798 у 2002).